# سيلفانا كونرمان
سيلفانا كونرمان (ولدت في 18 مايو 1988) هي عالمة ومهندسة بيولوجية وخبيرة أعصاب سويسرية أمريكية تركز أبحاثها على تقنية كريسبر ، وهندسة الجينوم ، والنسخ ، وعلم الوراثة فوق الجينية ، ومرض الزهايمر. وهي أستاذة مساعدة في الكيمياء الحيوية بجامعة ستانفورد والمؤسس المشارك والمدير التنفيذي لمعهد آرك .
يهدف مختبر أبحاث كونرمان إلى فهم المسارات الجزيئية التي تحرك تطور مرض الزهايمر باستخدام الجينوميات الوظيفية من الجيل التالي، مع الهدف طويل الأمد المتمثل في تطوير علاجات مستهدفة بشكل عقلاني للاضطرابات العصبية التنكسية. 

## سيرة
حضر كونرمان Sächsisches Landesgymnasium Sankt Afra zu Meißen في ساكسونيا ، ألمانيا.  تم تسمية الكوكب الصغير 21546 كونيرمان تكريمًا لحصوله على المركز الثاني في معرض إنتل الدولي للعلوم والهندسة عام 2006.  حصلت على درجة البكالوريوس في علم الأعصاب من المعهد الفيدرالي السويسري للتكنولوجيا في زيورخ في عام 2009. 
في عام 2010، التحق كونرمان ببرنامج الدكتوراه في علوم الدماغ والإدراك في معهد ماساتشوستس للتكنولوجيا . انضمت إلى مختبر فينج تشانج في معهد برود ومعهد ماكجفرن لأبحاث الدماغ باعتبارها واحدة من أوائل طلاب الدراسات العليا لدى تشانج. خلال فترة حصولها على درجة الدكتوراه، ساهمت كونرمان في تطوير تقنيات الاضطراب الجيني الرائدة، بما في ذلك أحد أول أنظمة تنشيط CRISPR على مستوى الجينوم.  أكملت درجة الدكتوراه في علم الأعصاب في عام 2016، وحصلت على جائزة هارولد م. وينتراوب لطلاب الدراسات العليا "للإنجاز المتميز خلال الدراسات العليا في العلوم البيولوجية". 
بصفته زميلًا في مرحلة ما بعد الدكتوراه في معهد سالك ، كان كونرمان جزءًا من الفريق الذي اكتشف Cas13d ، وهي فئة فرعية جديدة من مؤثرات CRISPR المستهدفة للحمض النووي الريبي المضغوط.  تم تعيينها كزميلة في HHMI Hanna H. Gray في عام 2017 ومحققة في CZ Biohub في عام 2019. في أكتوبر 2019، انضم كونرمان إلى جامعة ستانفورد كأستاذ مساعد في الكيمياء الحيوية. 
إلى جانب أستاذ جامعة كاليفورنيا في بيركلي باتريك هسو والرئيس التنفيذي لشركة سترايب باتريك كوليسون ، تعد كونرمان أحد المؤسسين المشاركين لمنظمة الأبحاث غير الربحية Arc Institute ، حيث تعمل حاليًا كمديرة تنفيذية وتحافظ على مختبر أبحاثها كمحقق أساسي.  

## الحياة الشخصية
في يونيو 2022، تزوجت كونرمان من الملياردير الأيرلندي باتريك كوليسون ، المؤسس المشارك والرئيس التنفيذي لشركة Stripe .  التقى كونرمان بكوليسون في مسابقة العلماء الشباب للاتحاد الأوروبي لعام 2004.   

## روابط خارجية
- سيلفانا كونرمان منشورات مفهرسة من قبل جوجل سكولار